# Óscar Valiente Sánchez
Óscar Valiente Sánchez (Salamanca, 1976) és un otaku, divulgador i editor català de còmic i manga. El 1993 es va incorporar a la llibreria Norma, empresa en la qual progressivament va anar assumint càrrecs de més responsabilitat, fins a esdevenir el director general de l'editorial homònima.

## Biografia
Originari de Salamanca, va créixer a Vinaròs. De petit era addicte al dibuix i al còmic però fou l'anime Bola de Drac que va donar un gir definitiu a la seva vida, decidint-se a emprendre un camí professional basat en el manga, esdevenint-ne un dels primers divulgadors i experts a l'Estat.
El 1993 va fundar el fanzine Manganime, una de les edicions pioneres en l'estudi del manga i l'anime, en una època en la qual tant el manga com l'anime eren conceptes encara desconeguts pel gran públic. De periodicitat trimestral, Manganime va comptar amb tres números, apareguts entre 1993 i 1994. Inicialment, el fanzine fou dirigit des de Castelló i en l'última etapa ja editat sota el segell de Norma.
Als 17 anys es va traslladar a Barcelona, on l'editor Rafa Martínez l'havia fitxat com a assessor de manga per a Norma. Des de Norma, va impulsar un nou fanzine teòric sobre el manga i l'anime, anoment ara Otaku. De periodicitat mensual, Otaku va aparèixer entre 1996 i 1997, editat sota el segell de Norma.
Amb 19 anys es va estrenar com a presentador televisiu, fent les introduccions del programa Manga! del Canal 33, essent un dels primers programes emesos especialitzats en anime.
Sempre vinculat a Norma, va anar assumit diversos càrrecs, passant de redactor en cap i director de grafisme, fins a esdevenir-ne el director general.
El 2000 va fundar i dirigir la revista infantil i juvenil ¡Dibus!, dedicada a ensenyar tècniques de còmic i dibuix. La revista també incloïa tires còmiques i articles sobre l'oci audiovisual dedicats als videojocs, cinema o televisió. Editada per Norma, va aparèixer al llarg de 15 anys fins a desaperèixer el 2014.
El 2018, sota la seva direcció, la llibreria Norma de Barcelona va rebre un premi Eisner ("Will Eisner Spirit of Comics Retailer Award Recipient"), que acredivata la llibreria especialitzada en còmic com la millor del món.

## Els 15 mangues d'Óscar Valiente
Llista formada per 15 mangues recomenats per Óscar Valiente en el marc d'una col·laboració amb la xarxa de Biblioteques Municipals:
- Adolf, d'Osamu Tezuka
- Akira, de Katsuhiro Otomo
- Barri llunyà, de Jiro Taniguchi
- Berserk, de Kentaro Miura

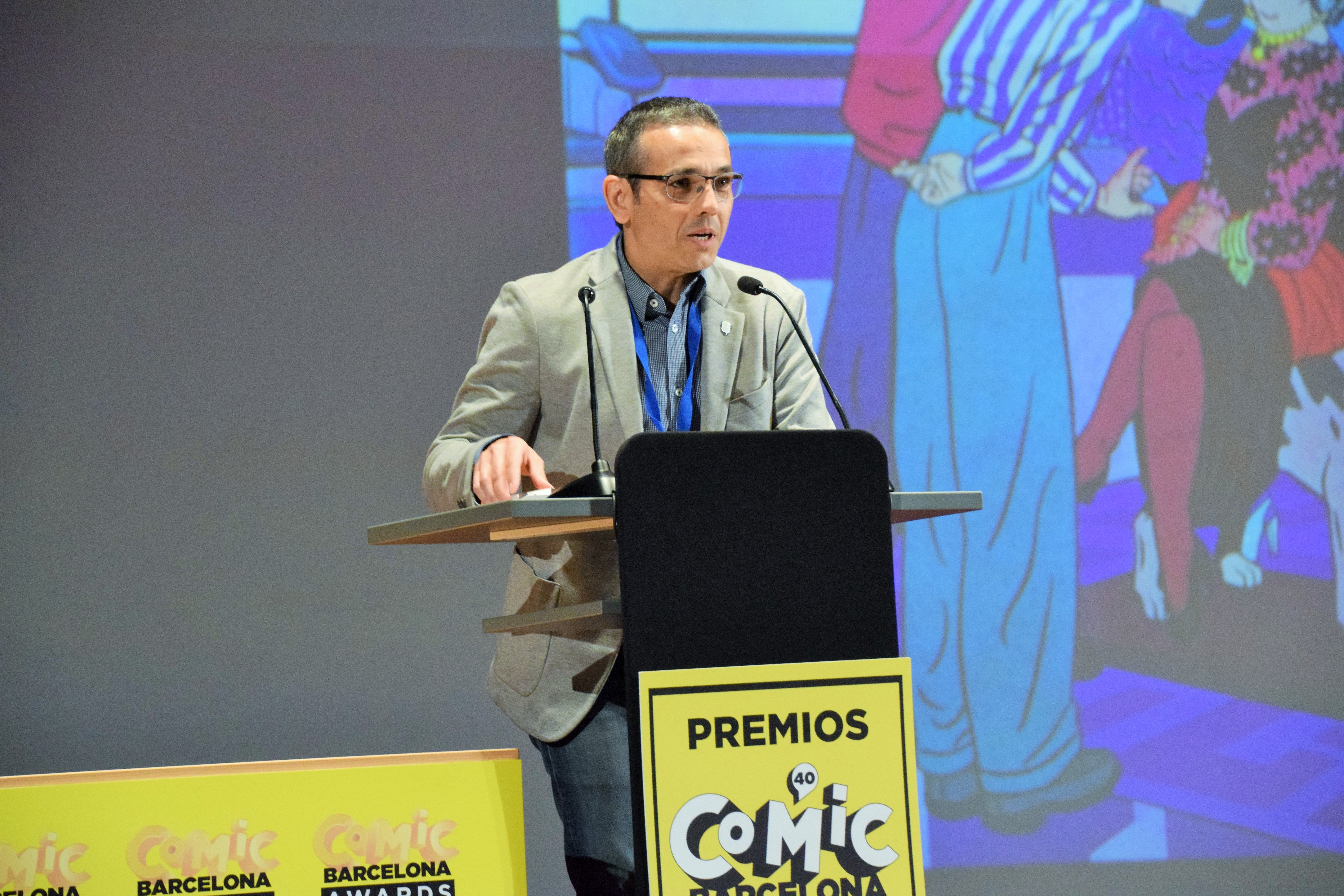
Óscar Valiente al 40 Comic Barcelona, recollint el Gran Premi per a Daniel Torres (2022).

- El Capità Harlock, de Leiji Matsumoto
- Death Note, de Tsugumi Ohba i Takeshi Obata
- Hokuto no ken (lit. El puny de l'estel del nord), de Tetsuo Hara i Buronson
- Kozure Ōkami (lit. El llop solitari i el seu cadell), de Kazuo Koike i Goseki Kojima
- Monster, de Naoki Urasawa
- Oishinbo (lit. El gurmet), de Tetsu Kariya i Akira Hanasaki
- Dōmu (lit. Malsons), de Katsuhiro Otomo
- Sailor Moon, de Naoko Takeuchi
- Slam Dunk, de Takehiko Inoue
- Solanin, d'Inio Asano
- Uzumaki, de Junji Ito